# Патер

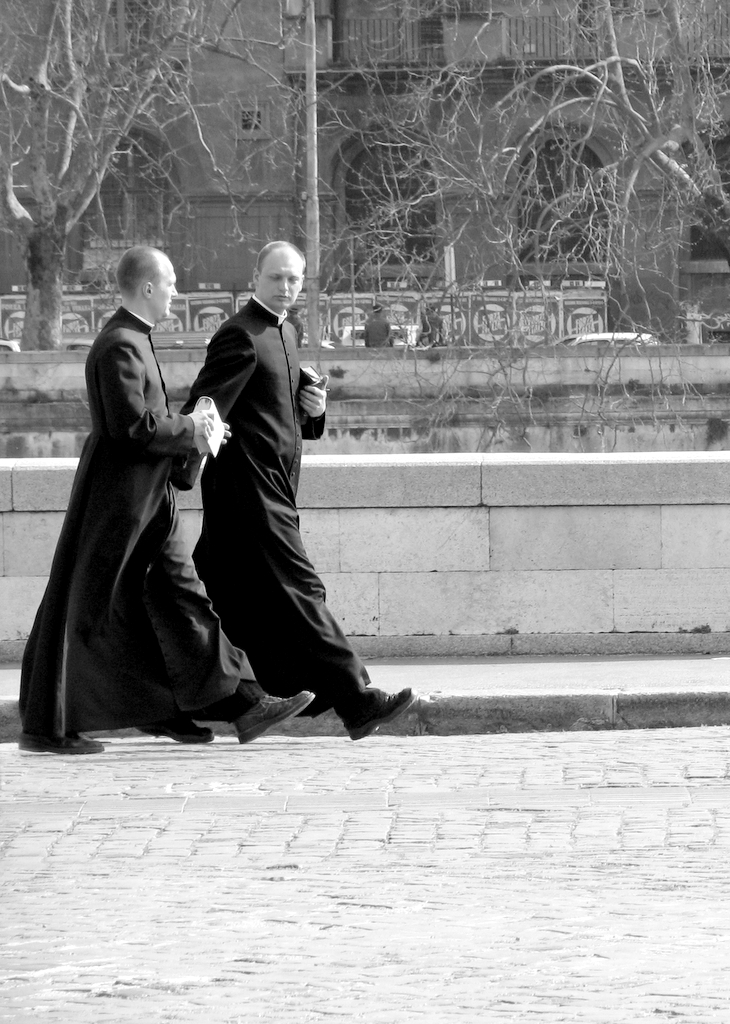
Два патера на улицах Рима

Па́тер (лат. Pater — «отец») — в римско-католических монастырях монах в сане диакона или иерея (в отличие от простых монахов, называемых frater — брат). В широком смысле — католический священник, ксёндз.
Корень патер — индоевропейский, то есть очень древний. Изначально обозначал отца, а также старейшину рода. Однако в славянских языках, включая русский, древний корень был заменён новообразованием отец.